# FC Zlín
FC Zlín, grundad 1919, är en fotbollsklubb i Zlín i Tjeckien. Klubben spelar sedan säsongen 2024/2025 i den tjeckiska andradivisionen, 2. česká fotbalová liga.
Zlín har regelbundet spelat i de tjeckoslovakiska och tjeckiska högstadivisionerna sedan 1930-talet. Deras bästa ligaplacering är en sjätteplats säsongen 2016/2017, då klubben även vann sin andra cuptitel och direktkvalificerade sig för gruppspelet i Europa League 2017/2018. Zlín slutade sist i gruppen efter noll segrar och endast två oavgjorda resultat hemma mot danska FC Köpenhamn och moldaviska Sheriff Tiraspol.

## Meriter
- Tjeckoslovakiska cupen (1): 1970
- Tjeckiska cupen (1): 2017
- Tjeckoslovakiska supercupen (1): 2017